# Vinko Zor
Vinko Zor, slovenski rimskokatoliški duhovnik in prosvetni delavec, * 7. julij 1892, Vaše, † 2. marec 1964, Medvode. 

## Življenje in delo
Oče mu je bil logar Jožef, mati mu je bila Marijana (rojena Luštrik). Obiskoval je Klasično gimnazijo v Šentvidu pri Ljubljani (1905–1913) in nadaljeval s študijem bogoslovja v Ljubljani (1913–1916) in bil 1916 posvečen. Kot kaplan je služboval: v Srednji vasi v Bohinju (1917–1919), v Črnomlju (1919–1923), na Jesenicah (1923–1924) ter od 1924 do smrti v Ljubljani v župniji Sv. Petra (le 1935–1940 župniji sv. Cirila in Metoda).
Od 1924 je bil plačani uradnik Prosvetne zveze v Ljubljani, od 1926 tajnik in urednik Vestnika PZ (1924–1941). Pokazal je velik smisel za uvajanje tehničnih pripomočkov v ljudskoprosvetno delo, npr. kinoprojektor, diaprojektor (zbral tedaj največjo zbirko diapozitivov v državi), radijski oddajnik, ki ga je zveza dobila 1928 v najem za 15 let. Organiziral je različne tečaje in prosvetne večere z izbranimi predavatelji, ki so bila organizirana v Ljubljani in njeni okolici, prirejal izlete v romarske in druge kraje tako doma kot tudi v tujini. O prosvetnem delu je napisal članke: Naše prosvetno delo (1927), Katoliška prosvetna organizacija v Nemčiji (1938), Prosveta in naš radio (1938) in uredil knjigo: Priročni katalog Prosvetne zveze (1929). Od mladega je obiskoval domače in tuje gore, na Triglavu je bil 63-krat. V letih 1932–1941 bil član glavnega odbora SPD. Napisal je članek Skozi kraljestvo Dolomitov (Planinski vestnik, 1935).